# Smart File System
SFS (ang. Smart File System) – system plików z księgowaniem stworzony w 1998 roku dla komputerów Amiga. Używa bloków o wielkości od 512 do 32768 bajtów. Maksymalna wielkość partycji to 2 TB (2048 GB).
Od maja 2005 źródła SFS dostępne są na licencji LGPL. SFS portowano dla systemów MorphOS i AROS. Istnieje także eksperymentalna wersja dla systemu Linux.